# 栗栖猛夫
栗栖 猛夫（くりす たけお、1892年9月14日 - 1945年7月17日）は、日本の陸軍軍人。最終階級は陸軍中将。

## 経歴
山口県出身。山口中学校を経て、1915年（大正4年）5月、陸軍士官学校（27期）を卒業。同年12月、歩兵少尉に任官し歩兵第29連隊付となる。
1927年（昭和2年）3月、新潟中学校配属将校となり、歩兵第16連隊中隊長、歩兵第15旅団副官などを経て、1933年（昭和8年）8月、陸軍少佐に昇進し陸軍歩兵学校副官となる。同校教官、第3師団参謀、第5独立守備隊参謀などを歴任し、1939年（昭和14年）8月、陸軍大佐に進み豊橋陸軍予備士官学校歩兵生徒隊長に就任。1941年（昭和16年）3月、歩兵第220連隊長となり日中戦争、太平洋戦争に出征。
1943年（昭和18年）3月に陸軍公主嶺学校教官となり、1944年（昭和19年）3月、陸軍少将に昇進し公主嶺学校教導団長に就任した。同年6月、第68旅団長となりレイテ島の戦いに従軍。1945年（昭和20年）2月、第26師団長心得に就任。同年7月に戦死し陸軍中将に特進した。